# 內木山
內木山，是臺灣基隆市中山區的一個地名，位於該區北部。

## 歷史
台灣清治末期，內木山地區為一街庄，稱為「內木山庄」，隸屬於基隆堡。該庄東與外木山庄為鄰，東南與牛稠港庄為鄰，南邊為蚵殼港庄，西邊及北邊為大竿林庄。
1901年（日治明治三十四年）11月，該庄隸屬於基隆廳，編入第二區。1905年（明治三十八年）7月，第一區、第二區合併為「基隆區」。1920年（大正九年），該庄改制為「內木山」大字，隸屬於臺北州基隆郡基隆街。1924年10月，基隆街升格為州轄基隆市。1931年基隆市實施「町名改正」，本地區維持大字。
戰後基隆市改制為省轄市，本地區編入第五區，大字改制為里。1946年，第五區改稱中山區，本地區仍屬之。

## 交通
省道台2已線又稱「基隆港西岸聯外道路」，有經過內木山地區中部，在與德安路交會口設有西進東出的單向匝道。由此往西南可前往大武崙直接連結國道3號以前往台灣西部各地，亦可於該處轉省道台2線本線以便向北前往金山、淡水等地，或向南前往基隆市區、貢寮、頭城、蘇澳等地。
復興路是本地區主要道路，向南可通往基隆市中心，向東接文化路可通往外木山。

## 學校
- 經國管理暨健康學院